# Daniel Carney
Daniel Carney (* 1944 in Beirut; † 1987) war ein rhodesischer Schriftsteller. Drei seiner Romane wurden verfilmt.

## Biografie
Daniel Carney wurde 1944  als Sohn eines britischen Diplomaten geboren. Im Jahr 1963 ließ er sich in Südrhodesien (das bald in Rhodesien umbenannt wurde) nieder und trat der British South Africa Police (BSAP) bei, wo er dreieinhalb Jahre lang diente. 1968 war er Mitbegründer des Immobilienmaklers Fox and Carney in Salisbury, Rhodesien. Er starb 1987 an Krebs. Er war ein Bruder der Schriftstellerin Erin Pizzey.
Nach seinem Tod gingen die Eigentumsrechte an seinen Romanen und den darauf basierenden Filmen auf seine Familie über. Diese hat immer wieder die Erlaubnis zur Vervielfältigung von Daniels Romanen verweigert und sich gegen die Wiederveröffentlichung oder den Verkauf der auf den Romanen basierenden Filme gewehrt. 2005 veröffentlichte Tango Entertainment eine Ausgabe zum 30-jährigen Jubiläum von The Wild Geese (1978). Der Film war durch den Zusammenbruch seines amerikanischen Verleihers, Allied Artists, behindert worden. Infolgedessen wurde der Film nur teilweise in den Vereinigten Staaten vertrieben, wo er eine Enttäuschung an den Kinokassen war, obwohl er weltweit der Film mit den vierzehnthöchsten Einspielergebnissen des Jahres 1978 war.
Sein Roman Under a Raging Sky spielt in Rhodesien. Die Filmrechte wurden von Euan Lloyd erworben, dem Produzenten von Die Wildgänse kommen und Wildgänse 2. Das Projekt wurde nicht verfilmt.

## Werke
- The Whispering Death (1969). ISBN 0-552-11353-0[3].
- The Wild Geese (1977), Bantam Books, ISBN 0-552-10869-3 (ursprünglich unter dem Titel The Thin White Line), deutsch: Die Wildgänse kommen, Heyne, 1986, ISBN 978-3-453-00917-2.
- Under a Raging Sky (1980), St. Martin’s Press, ISBN 0-312-90144-5.
- The Square Circle (1982), Corgi, London 1982, ISBN 978-0-552-11831-6.
- Macau (1985), ISBN 0-917657-10-1, deutsch: Macao – goldenes Tor zum fernen Osten, Droemer Knaur, München 1988, ISBN 978-3-426-01772-2.

## Verfilmungen
- Der flüsternde Tod (1976)[4]
- Die Wildgänse kommen (1978), nach dem gleichnamigen Roman.
- Wildgänse 2 (1985), nach dem Roman The Square Circle.